# Klipec
Klipec (německy Glückzu, za Protektorátu Glückauf) je vesnice, část obce Pňov-Předhradí v okrese Kolín ve Středočeském kraji. Nachází se asi 0,9 kilometru jihozápad od Pňova-Předhradí. V těsném sousedství leží Železniční zkušební okruh u Velimi. Klipec je také název katastrálního území o rozloze 2,24 km².

## Historie
První písemná zmínka o vesnici pochází z roku 1790.

## Obyvatelstvo
| Rok            | 1869 | 1880 | 1890 | 1900 | 1910 | 1921 | 1930 | 1950 | 1961 | 1970 | 1980 | 1991 | 2001 | 2011 | 2021 |
| -------------- | ---- | ---- | ---- | ---- | ---- | ---- | ---- | ---- | ---- | ---- | ---- | ---- | ---- | ---- | ---- |
| Počet obyvatel | 178  | 236  | 247  | 236  | 267  | 264  | 205  | 200  | 0    | 168  | 148  | 100  | 91   | 97   | 102  |
| Počet domů     | 33   | 35   | 38   | 45   | 48   | 49   | 52   | 63   | 0    | 58   | 53   | 56   | 59   | 59   | 59   |

## Obecní správa
Při sčítání lidu v letech 1850–1889 Klipec byl osadou obce Pňov v okrese Poděbrady. V letech 1890–1959 byl samostatnou obcí v okrese Poděbrady. V následujícím období byla vesnice úředně zrušena a jako část obce Pňov-Předhradí byla obnovena 1. ledna 1980 v okrese Nymburk, ale od 1. ledna 2007 v okrese Kolín.